# S. Janaki

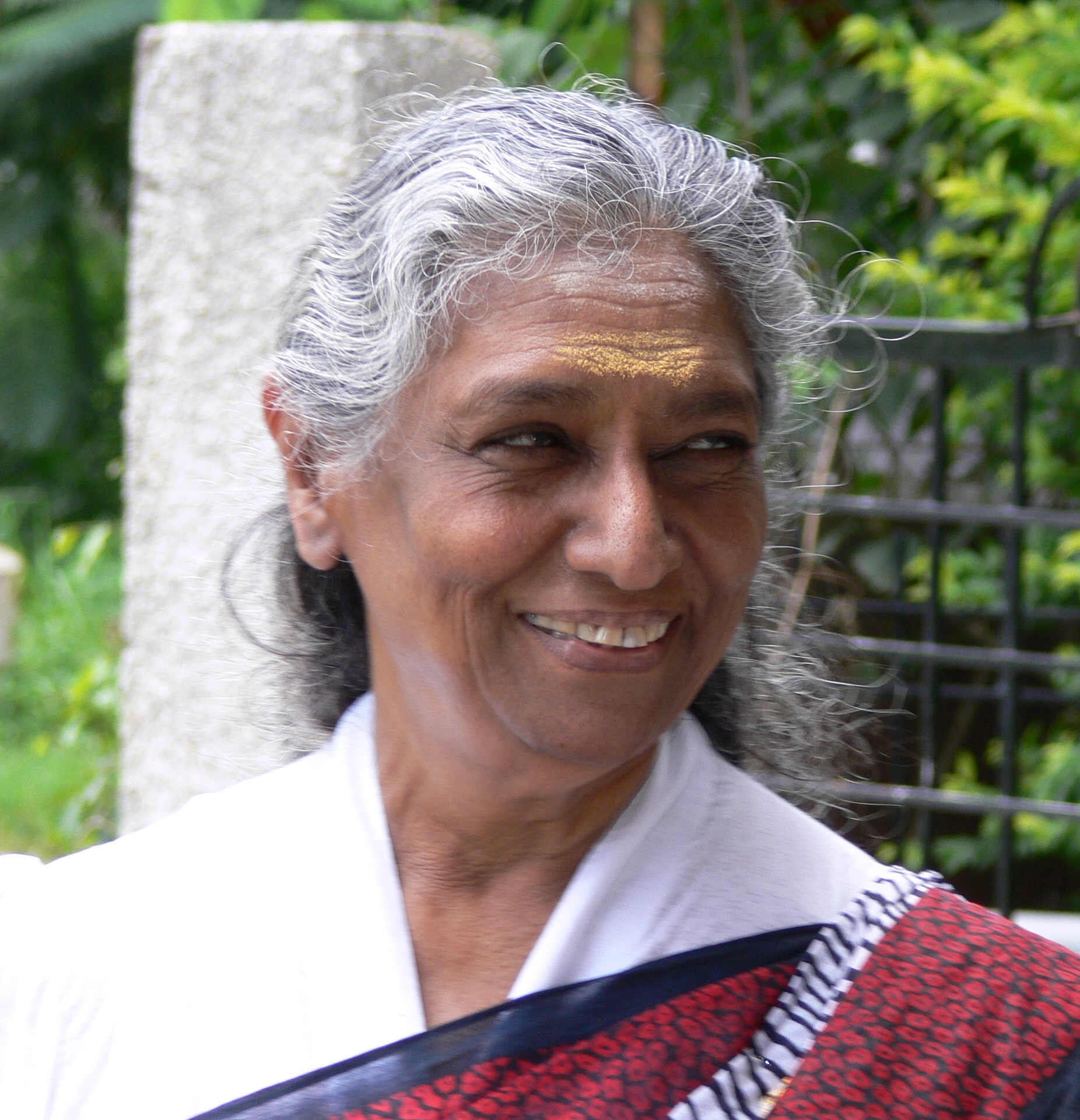
S. Janaki in 2007

Sishtla Sreeramamurthy Janaki, bekend als S. Janaki, bijnaam De nachtegaal van het zuiden, (Guntur, 23 april 1938) is een Indiase playback-zangeres. Ze heeft in allerlei Indiase talen meer dan 20.000 liedjes voor Indiase films gezongen. Ze won vier National Film Awards en 31 verschillende State Film Awards. In 2013 verleende de Indiase regering haar de Padma Bhushan-onderscheiding, die ze weigerde omdat die "te laat kwam" en omdat artiesten in het zuiden van India te weinig erkenning krijgen.
Voordat ze in de film actief was trad Janaki op met hits van bijvoorbeeld Lata Mangeshkar. In 1957 ging ze zingen voor films. De eerste film waarvoor ze dat deed was een Tamil-film van T. Chalapati Rao. Al vrij snel was ze zeer succesvol. In de loop van de jaren zeventig werd ze de top-zangeres van de Zuidindiase filmindustrie en in de jaren tachtig en negentig zong ze in elke belangrijke film die hier gemaakt werd. Ze zong vooral voor Malayalam- en Kannada-films, maar ook voor de Telugu-, Tamil- en Hindi-cinema. Ze schreef in verschillende talen liedjes voor haar albums, zong liedjes in bijvoorbeeld Sanskriet, Japans en Duits en nam religieuze en klassieke platen op.